# Johannes Günter Gerhartz
Johannes Günter Gerhartz SJ (* 7. November 1926 in Hamburg; † 8. April 2016 in Köln) war ein deutscher Jesuit und Kirchenrechtler.

## Leben
Johannes Günter Gerhartz trat 1948 der Ordensgemeinschaft der Jesuiten bei. Nach seinen philosophischen und theologischen Studien in Pullach bei München und Frankfurt Sankt Georgen empfing er im Juli 1958 in Frankfurt am Main die Priesterweihe. Er wurde in Kanonischem Recht zum Dr. iur. can. promoviert. 1964 wurde er Professor für Kirchenrecht und 1970 zugleich Akademischer Rektor an der Philosophisch-Theologischen Hochschule Sankt Georgen.
Gerhartz war von Anfang Januar 1972 bis Anfang Januar 1978 als Provinz-Oberer der sog. „Westdeutschen Provinz“ zuständig für die Jesuiten in der damaligen Bundesrepublik nördlich des Mains und in Skandinavien. Anschließend war er von Anfang Januar 1978 bis Anfang Januar 1981 Provinz-Oberer der „Norddeutschen Provinz“, die aus der 
Zusammenlegung der „Westdeutschen“ und der „Ostdeutschen Provinz“ entstanden war, einschließlich der Jesuiten in Berlin und auf dem Gebiet der damaligen DDR. Nach einem Sabbatjahr war er anschließend an der Kurie der Jesuiten in Rom tätig, dort als Assistent des Generaloberen für die „Deutsche Assistenz“ (1982 bis 1987) und als Generalsekretär des Ordens („Secretarius Societatis“) von 1983 bis 1992.
1992 erfolgte seine Ernennung zum Rektor des Pontificium Collegium Germanicum et Hungaricum de Urbe, eines deutschsprachigen Priesterseminars in Rom. Nach seinem Ruhestand 1998 wurde er Spiritual in der Priesterausbildung im Studienhaus St. Lambert in Lantershofen, der Priesterausbildungsstätte des sogenannten Dritten Bildungsweges. Ab 2007 wirkte er in der Seelsorge und Exerzitienbegleitung in Aachen und lebte zuletzt in der Seniorenkommunität der Jesuiten in Köln-Mülheim.
Gerhartz starb 2016 im Alter von 89 Jahren und wurde in einer Gemeinschaftsgrabstätte der Jesuiten auf dem Kölner Melaten-Friedhof beigesetzt.

## Schriften
- Insuper promitto ... Die feierlichen Sondergelübde katholischer Orden. Rom 1966
- Kein Grundgesetz der Kirche ohne Zustimmung der Christen. Matthias-Grünewald-Verlag, Mainz 1971, ISBN 3-7867-0337-X
- Glaubensgespräche mit Brautleuten. Pastorale Handreichungen nach dem französischen Modell. Josef Knecht, Frankfurt 1971
- Die rechtliche Ordnung der Mischehen. Paulinus Verlag, 1971
- Im Einsatz für die Kirche. Echter, Würzburg 2001, ISBN 3-429-02422-6
- zusammen mit Christiane Helene Heinrich (Hrsg.): Wege zum Leben : Beiträge zum Christ-Sein im ignatianischen Geist. Einhard, Aachen 2014, ISBN 978-3-943748-26-0